# Яйцо Фаберже (фильм)
«Яйцо Фаберже» — российская чёрная комедия режиссёра Ильи Фарфеля. Выход в широкий прокат состоялся 10 февраля 2022 года.

## Сюжет
Двое старых друзей из провинциального города (Александр торгует сковородками вразнос) в итоге оказались на дне жизни. Тут им встречается незнакомец («Фаберже») который предлагает им «дело» — за несколько миллионов украсть яйцо Фаберже из музея. Они сколачивают банду из четырех человек (таких же нищебродов) и отправляются «на дело». По ходу идут и разборки Александра с Никитой, из-за его жены Любы (в итоге она уходит к Александру). Яйцо они выкрали, но Никиту при этом таки арестовали и посадили в тюрьму и только он знает куда спрятал яйцо. Никиту надо «вынимать» из тюрьмы и Александр при помощи экскаватора (нанятого на деньги «Фаберже») устраивает его побег.
Но тут возникает проблема — другой перепрятал яйцо в банковскую ячейку. Теперь надо разрабатывать операцию по «изъятию» яйца оттуда (при этом «Фаберже» изначально не собирался им платить)…
Рефреном к эпизодам звучит музыка из 90-х группы «Комбинация».

## В ролях
| Актёр              | Роль                                                          |
| ------------------ | ------------------------------------------------------------- |
| Николай Наумов     | Александр Беляев                                              |
| Илья Борисов       | Никита Кичин                                                  |
| Ольга Виниченко    | Люба                                                          |
| Полина Шустарева   | Римма                                                         |
| Александр Мехряков | Черемшанский                                                  |
| Юрий Стоянов       | Аристарх Ганнибалович Ёжиков (Фаберже), потомственный краевед |
| Максим Лагашкин    | Роман Артёмович Лемперт                                       |